# Good Design Award (Japonia)

Znak towarowy

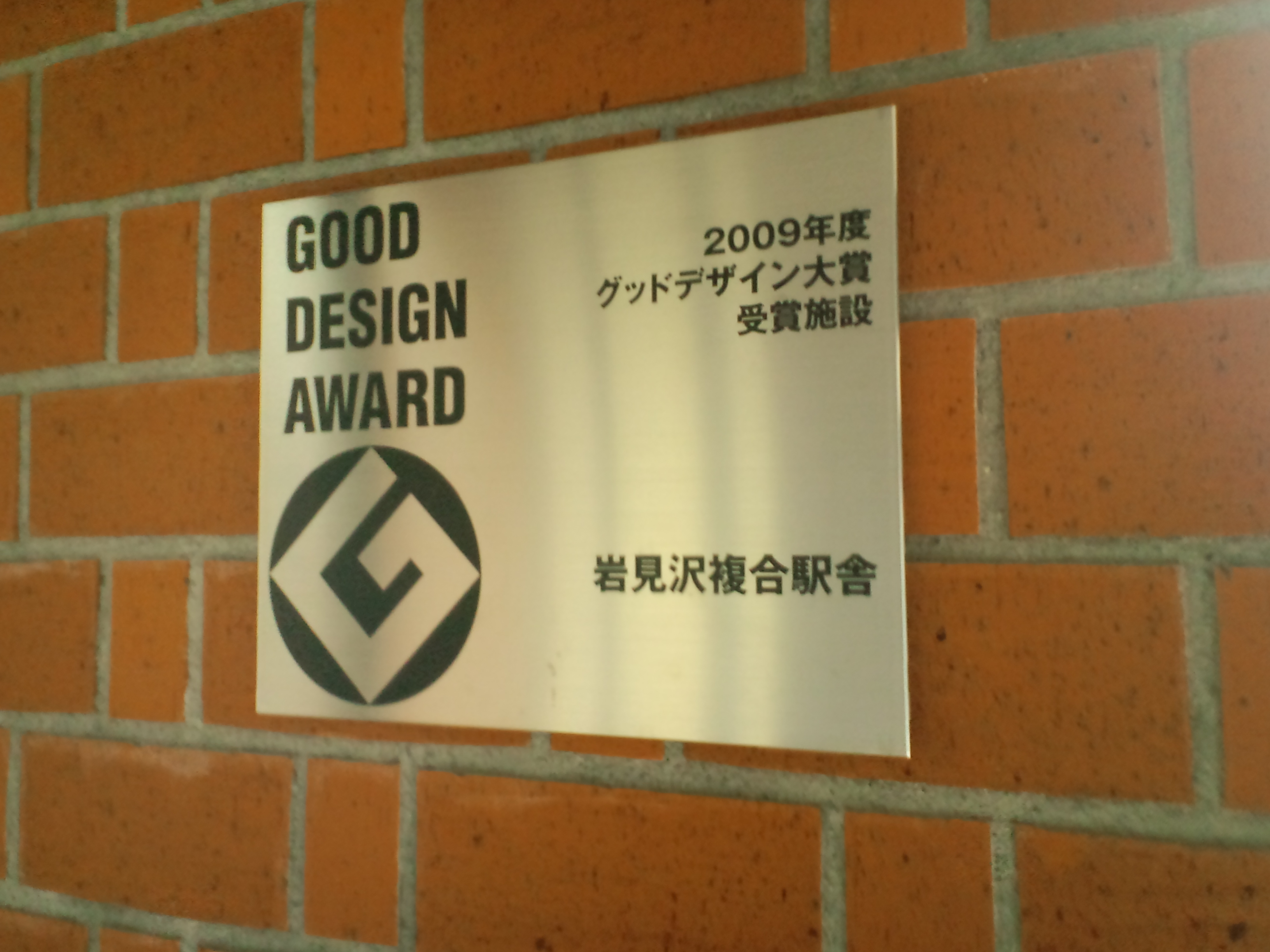
Tablica upamiętniająca otrzymanie głównej nagrody Good Design Award przez stację Iwamizawa z Hokkaido

Good Design Award (jap. グッドデザイン賞) – nagroda przyznawana co roku obiektom charakteryzującym się ponadprzeciętnym designem, sponsorowana przez Japan Institute of Design Promotion. Jest to jedyny w Japonii tak złożony system oceny i rekomendacji wzornictwa przemysłowego.